# Psychotria podocarpa
Psychotria podocarpa är en måreväxtart som beskrevs av Ernest Marie Antoine Petit. Psychotria podocarpa ingår i släktet Psychotria och familjen måreväxter. Inga underarter finns listade i Catalogue of Life.